# Sierpień 2004

## 1 sierpnia2004
- Obchody 60. rocznicy powstania warszawskiego. Razem z warszawiakami rocznicę obchodzili m.in. kanclerz Niemiec Gerhard Schröder i amerykański sekretarz stanu Colin Powell. Gerhard Schröder złożył deklarację o niepopieraniu przez rząd roszczeń niemieckich wypędzonych i budowy Centrum przeciwko Wypędzeniom. Otwarte dzień wcześniej Muzeum Powstania Warszawskiego, w ciągu dwóch dni odwiedziło ponad 12 tys. osób.
- Biskup bydgoski Jan Tyrawa erygował Wyższe Seminarium Duchowne Diecezji Bydgoskiej im. bpa Michała Kozala.

## 7 sierpnia2004
- Rząd tymczasowy zakazał na 30 dni działalności w Iraku telewizji Al-Dżazira.

## 12 sierpnia2004
- Gubernator New Jersey Jim McGreevey podał się do dymisji w związku z pozamałżeńskim związkiem homoseksualnym.
- Katolickie seminarium w St Poelten w Austrii zostało zamknięte w związku z brakiem nadzoru biskupa nad sytuacją w uczelni.

## 13 sierpnia2004
- Otwarcie Letnich Igrzysk Olimpijskich w Atenach.

## 16 sierpnia2004
- Sonda kosmiczna Cassini-Huygens odkryła dwa nowe księżyce Saturna.
- Premier Marek Belka powołał Magdalenę Środę na stanowisko Pełnomocnika Rządu ds. Równego Statusu Kobiet i Mężczyzn.
- Jacek Walczykowski został odwołany ze stanowiska prezesa PKN Orlen.

## 19 sierpnia2004
- Akcje firmy Google, Inc. zadebiutowały na giełdzie NASDAQ.
- Węgierski premier Péter Medgyessy podał się do dymisji.

## 21 sierpnia2004
- Wybuch samochodu pułapki na drodze pod Hillą w Iraku zabił starszego szeregowego Krystiana Andrzejczaka.

## 24 sierpnia2004
- Dwa rosyjskie samoloty rozbiły się w odstępie kilku minut na południe od Moskwy.

## 25 sierpnia2004
- Mark Thatcher, syn byłej premier Wielkiej Brytanii Margaret Thatcher, został aresztowany w Kapsztadzie, RPA. Został oskarżony o współudział w zamachu stanu w Gwinei Równikowej.

## 26 sierpnia2004
- Sąd Najwyższy w Chile odebrał immunitet Augusto Pinochetowi.

## 27 sierpnia2004
- Enzo Baldoni, włoski dziennikarz, został porwany i zabity w Iraku.

## 28 sierpnia2004
- Kościół katolicki przekazał ikonę Matki Boskiej Kazańskiej rosyjskiemu Kościołowi prawosławnemu jako gest dobrej woli papieża Jana Pawła II.

## 29 sierpnia2004
- Premier Australii John Howard ogłosił, że wybory parlamentarne w tym kraju odbędą się 9 października 2004.
- Odbyła się ceremonia zamknięcia Letnich Igrzysk Olimpijskich.